# Yeasayer
Yeasayer was een experimentele-rockband uit Brooklyn, New York bestaande uit Anand Wilder, Chris Keating, Luke Fasano en Ira Wolf Tuton. Zelf omschrijven hun bezwerende muziek als New Weird America of psych folk. Op 19 december 2019 maakten ze bekend dat ze ermee gingen stoppen.
Yeasayer maakt een eclectische mengeling van indiepop, etnische muziek, artrock en psychedelische rock, gemengd met elektronische muziek. De beste referentiepunten zijn cultbands als This Heat en Brian Eno en tijdgenoten Animal Collective, Grizzly Bear en The Dodos.
De eerste cd All hour cymbals kwam uit op 23 oktober 2007 op het Amerikaanse label "We Are Free". De single 2080 ging hieraan vooraf. Dit nummer en de B-kant zijn gratis te downloaden via de Yeasayer-website.
Daarnaast was hun nummer O.N.E. een van de soundtracks in de games FIFA 11 en Grand Theft Auto 5

## Festivals 2010
In 2010 stond de band op Pinkpop, Pukkelpop, Rock Werchter, Sziget en Lowlands.

## On tour - 2008
In 2008 wordt getoerd door de VS en Europa. Yeasayer trad op de festivals van Lollapalooza, Roskilde en Reading en Leeds. Zowel de debuut-cd als de concerten werden door pers en publiek positief onthaald. In België en Nederland was de band te zien op het Pukkelpop-festival in Hasselt, in Gent (Democrazy) en op het Lowlands-festival in Biddinghuizen.

## Discografie

### Albums
| Album met eventuele hitnotering(en) in de Nederlandse Album Top 100 | Datum van verschijnen | Datum van binnenkomst | Hoogste positie | Aantal weken | Opmerkingen |
| ------------------------------------------------------------------- | --------------------- | --------------------- | --------------- | ------------ | ----------- |
| All hour cymbals                                                    | 23-10-2007            | -                     |                 |              |             |
| Odd blood                                                           | 05-02-2010            | 13-02-2010            | 43              | 4            |             |
| Fragrant world                                                      | 2012                  | 25-08-2012            | 67              | 1*           |             |
| Amen & Goodbye                                                      | 2016                  | -                     | -               | -            |             |
| Erotic Reruns                                                       | 2019                  | -                     | -               | -            |             |

| Album met hitnotering(en) in de Vlaamse Ultratop 200 albums | Datum van verschijnen | Datum van binnenkomst | Hoogste positie | Aantal weken | Opmerkingen |
| ----------------------------------------------------------- | --------------------- | --------------------- | --------------- | ------------ | ----------- |
| Odd blood                                                   | 2010                  | 20-02-2010            | 56              | 5*           |             |